# Кызым
Кызым — река в России, протекает по Тарскому и Уватскому районам Омской и Тюменской областях. Устье реки находится в 59 км по правому берегу реки Большой Кызым. Длина реки составляет 25 км. Притоки — Осиновка и Прямая.

## Данные водного реестра
По данным государственного водного реестра России относится к Иртышскому бассейновому округу, водохозяйственный участок реки — Иртыш от впадения реки Тобол до города Ханты-Мансийск (выше), без реки Конда, речной подбассейн реки — бассейны притоков Иртыша от Тобола до Оби. Речной бассейн реки — Иртыш.